# Vier zauberhafte Schwestern
Vier zauberhafte Schwestern ist ein deutsch-österreichisch-belgisch-italienischer Spielfilm aus dem Jahr 2020 von Sven Unterwaldt mit Hedda Erlebach, Lilith Julie Johna, Laila Padotzke, Leonore von Berg und Katja Riemann. Das Drehbuch von Hortense Ullrich basiert auf der Buchreihe Sprite Sisters von Sheridan Winn. Die Premiere war am 5. Januar 2020 im Mathäser-Filmpalast in München, der deutsche und österreichische Kinostart am 9. Januar 2020.

## Handlung
Flame, Marina, Flora und Sky sind vier Schwestern, die über magische Fähigkeiten verfügen. Jede von ihnen beherrscht seit ihrem neunten Geburtstag eines der vier Elemente Feuer, Wasser, Erde und Luft. An ihrem neunten Geburtstag entdeckt auch Sky, die jüngste der Schwestern, ihre magischen Fähigkeiten. Die Kräfte stehen ihnen allerdings nur dann zur Verfügung wenn sie sich nicht streiten.
Die böse Zauberin Glenda möchte diesen Schwachpunkt nutzen und versucht einen Keil zwischen die Mädchen zu treiben, um die Kraft der magischen Windrose für sich zu gewinnen. Fast zu spät merken die Schwestern, dass sie zusammenhalten müssen, um gegen Glenda zu bestehen.

## Produktion und Hintergrund

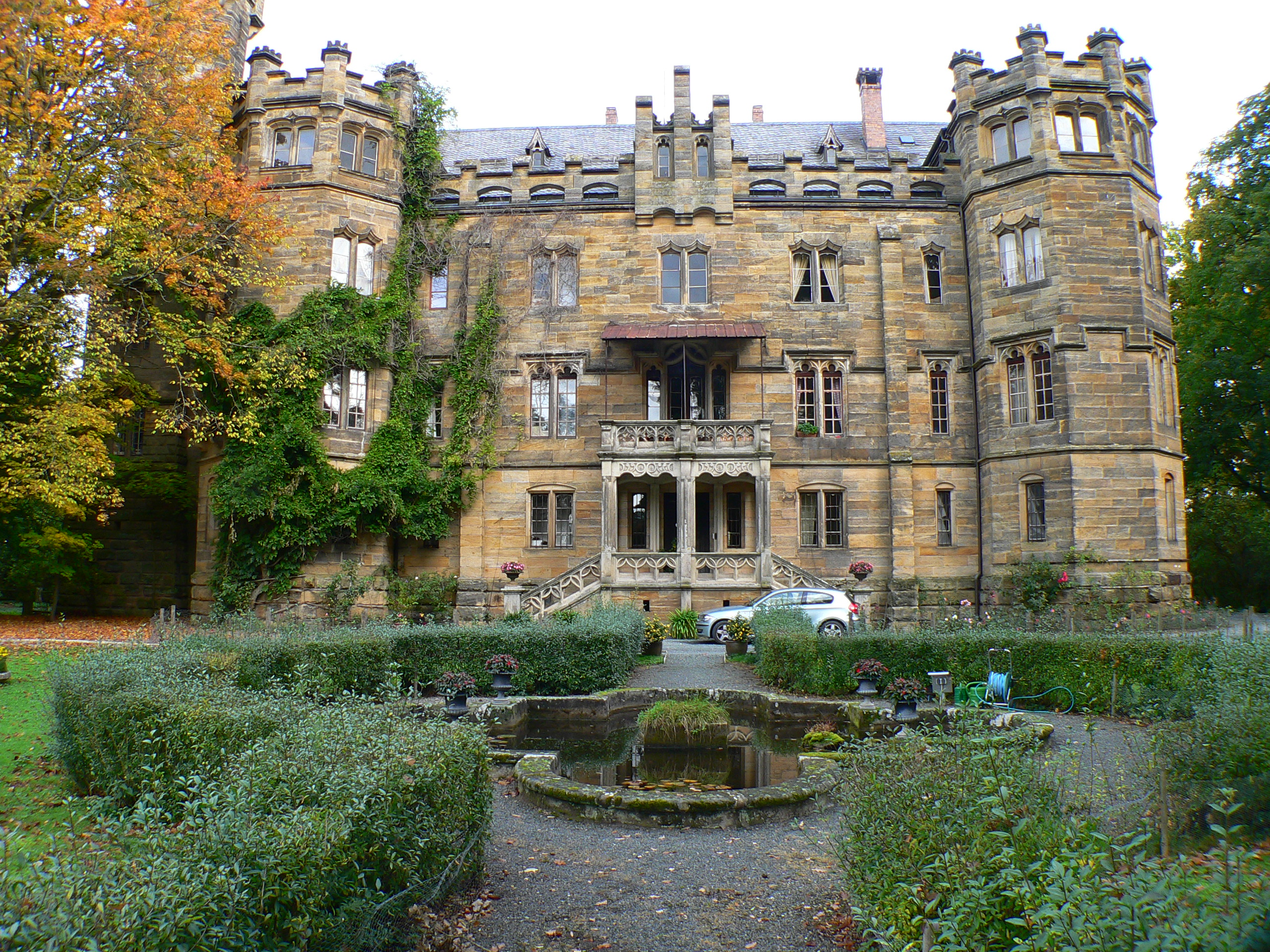
Einer der Drehorte: Schloss Oberlangenstadt

Die Dreharbeiten fanden vom 25. Juni bis zum 23. August 2018 statt, gedreht wurde in Bayern, Berlin, Hessen, Brüssel, Wien, Niederösterreich und Meran. Einer der Drehorte war Schloss Oberlangenstadt. In Wien wurde im 1. Wiener Gemeindebezirk Innere Stadt in der Grünangergasse gedreht.
Produziert wurde der Film von der Münchner Blue Eyes Fiction GmbH & Co. KG (Corinna Mehner), in Co-Produktion mit der Wiener DOR Film (Danny Krausz), Filmvergnuegen (Südtirol), Potemkino (Brüssel), Buena Vista International Film Production GmbH (München), Pixomondo Studios GmbH & Co. KG (Frankfurt) und Story House Productions (Berlin).
Unterstützt wurde die Produktion vom FilmFernsehFonds Bayern, Hessen Film und Medien, Belga Productions, Tax Shelter Belgien, Screen Brussels, Business Location Südtirol, IDM Südtirol – Alto Adige, Tax Credit Italien, der Medien- und Filmgesellschaft Baden-Württemberg, dem Österreichischen Filminstitut, Filmstandort Austria (FISA) und dem Filmfonds Wien, der Filmförderungsanstalt und dem Deutschen Filmförderfonds, beteiligt war der ORF.
Für den Ton zeichneten Max Vornehm und Torsten Heinemann verantwortlich, für das Szenenbild Christoph Kanter, für die Kostüme Birgit Hutter, für die Maske Jeanette-Nicole Latzelsberger und Gregor Eckstein und für die Choreografie Selatin Kara.

## Rezeption
Oliver Kube befand auf Filmstarts.de, dass der Film positive Energie und sympathischen Enthusiasmus ausstrahle. Zudem sei die Botschaft des Films lobenswert und die Songs hätten Ohrwurmcharakter. Trotzdem sei die Fantasy-Familienkomödie über weite Strecken viel zu holprig inszeniert und gespielt, um länger in Erinnerung zu bleiben. Leider sind auch die schauspielerischen Leistungen nicht durchgehend zufriedenstellend. Immer wieder kommen speziell die vier jungen Hauptdarstellerinnen sowie die ihre Eltern mimenden Doris Schretzmayer und Gregor Bloéb arg steif und ungelenk rüber.
Diemuth Schmidt schrieb im Weser Kurier, dass Vier zauberhafte Schwestern „ein Film mit Witz, skurrilen Charakteren und einfach viel Mädchenpower“ sei. Die Botschaft des Films, dass man mehr erreicht, wenn man zusammenhält, sei nicht neu, aber immer wieder erzählenswert. Regisseur Sven Unterwaldt setze die gezeigte Magie konsequent zur Unterhaltung ein und lasse sein Publikum dabei staunen und lachen.

## Auszeichnungen und Nominierungen
- Deutsche Film- und Medienbewertung (FBW) – Prädikat „wertvoll“[11]